# Tassazione nella Cina premoderna

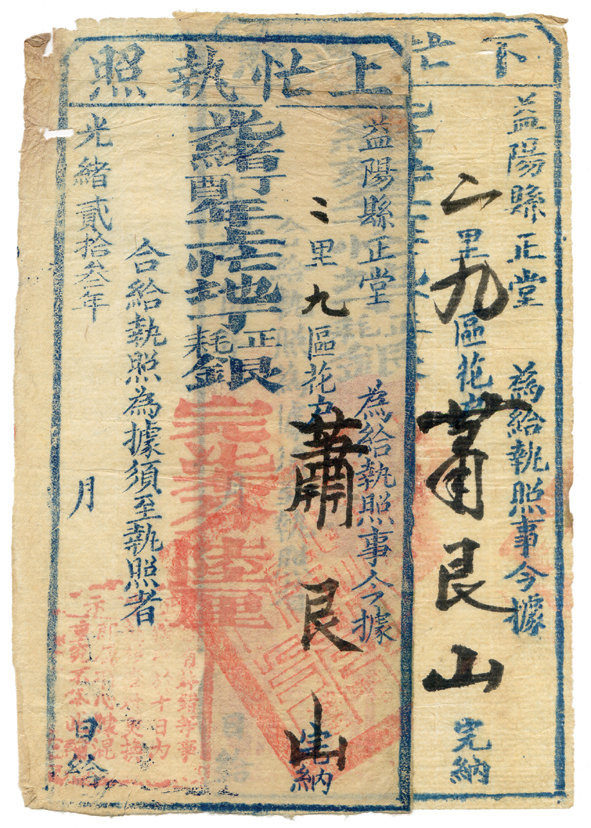
Ricevuta fiscale emessa sotto Qing Guangxu (r. 1875-1908).

La tassazione statale nel corso della storia della Cina variò notevolmente, di dinastia in dinastia. Fatta questa premessa, si possono però facilmente identificare delle linee di orientamento ricorrenti: 
- la più importante fonte di entrate statali era l’imposta sull’agricoltura o imposta fondiaria. Sotto talune dinastie, il governo impose anche dei monopoli che divennero importanti fonti di reddito: es. il monopolio del sale fu particolarmente redditizio e, pertanto, utilizzato;
- le tasse commerciali furono invece generalmente piuttosto basse, salvo in tempo di guerra;
- altri mezzi per generare gettito fiscale per lo stato furono, in Cina come altrove, l'inflazione, il lavoro forzato (la c.d. "corvée") e l'esproprio di ricchi mercanti e proprietari terrieri.

Questo sistema tributario non va confuso con il c.d. "Sistema tributario della Cina imperiale" (zh. 中華朝貢體系T, 中华朝贡体系S, Zhōnghuá Cháogòng TǐxìP) o Sistema Cefeng (zh. 冊封體制T, 册封体制S, Cèfēng TǐzhìP) ch'era invece una rete di relazioni internazionali libere incentrate sulla Cina imperiale atte a facilitare, per un paese straniero, il commercio e le relazioni diplomatico-militari con la stessa previo riconoscimento della superiorità formale del Celeste Impero in accordo al Sinocentrismo che dominava la dottrina politica estera dei cinesi.

## Descrizione
La creazione di un solido sistema tributario fu, in Cina come altrove, fondamentale per la costituzione delle prime compagini statali e poi per il mantenimento di una struttura politica, burocratica e militare di respiro imperiale tanto ampio da divenire una delle prime e più longeve superpotenze della storia.
Applicando parametri d'analisi moderni, si può rilevare che la Cina imperiale ricorse a tutte e tre le tipologie di tributi: imposte, i.e. prelievi di ricchezza per far fronte a fini di interesse generale; tasse, ovvero prelievi operati nei confronti di chi richiede ed ottiene un pubblico servizio divisibile; e contributi, prelievi coattivi di ricchezza effettuati nei confronti di coloro che traggono un beneficio individuale da opere o servizi di rilevanza generale.
L'evoluzione degli elementi che composero il gettito fiscale dell'Impero cinese è riportato nel seguito in una tabella, divisa per dinastie, per facilitarne la consultazione.
| Dinastia                                                       | Imposta fondiaria (su % del guadagno) | Imposta commerciale (su % del guadagno)                           | Monopoli di stato | Corvée                                            | Note |
| -------------------------------------------------------------- | ------------------------------------- | ----------------------------------------------------------------- | --- | ------------------------------------------------- | --- |
| Dinastia Qin (221–206 a.C.)                                    | 10%                                   | Alta                                                              | Sale, ferro, zecca, foreste e laghi.                                                                                         | 30 giorni/anno                                    | Leggi mirate alla discriminazione dei commercianti, all'esproprio e all'esilio dei ricchi proprietari terrieri e commercianti. Tasse elettorali pesanti. Periodo di politiche interventiste dovute al Legismo promosso dalla dinastia. |
| Dinastia Han occidentale (206–119 a.C.)                        | 0–3.3%                                | Nessuna (non poteva essere raccolta)                              | Nessuno | 1 mese/triennio                                   | Tasse elettorali. Periodo di politiche laissez faire dovute alle influenze taoiste. |
| Dinastia Han occidentale (119 a.C.– 2 d.C.)                    | 3.3%                                  | Alta per capitale e guadagno dei mercanti. Accise sugli alcolici. | Sale, ferro, zecca e commercio delle granaglie.                                                                              | 1 mese/triennio                                   | Alcuni espropri di mercanti avvennero sotto l'imperatore Wu, che intervenne sistematicamente nell'economia a causa delle influenze "moderniste" (v.si c.d. "Discorsi sul sale e sul ferro"). |
| Dinastia Han orientale (25–220)                                | 3.3%                                  | Nessuna                                                           | Zecca | Leggere e commutabili in esborsi in denaro.       | Tasse elettorali. Periodo di politiche laissez faire dovute alle influenze confuciane e perché la dinastia fu (ri)fondata con il sostegno di ricchi proprietari terrieri e mercanti disgustati dall'interventismo economico degli ultimi Han occidentali. |
| Tre Regni, Sedici regni, Dinastie del Nord e del Sud (220–581) | Variabile (alta)                      | Tasse doganali miscellanee e tasse sui capitali.                  | Zecca e ferro | Alte                                              | Periodo di sconvolgimento e divisione. L'economia regredì pesantemente a causa delle invasioni barbariche. Le tasse variarono molto tra la Cina del Nord, occupata dai barbari, e la Cina del Sud, saldamente in mano Han (cinese). |
| Dinastia Sui e Dinastia Tang (581–907)                         | 25%                                   | 3.3%                                                              | Ferro e sale (a partire dalla Ribellione di An Lushan)                                                                       | 20 giorni/anno, commutabili in esborsi in denaro. | Durante questo periodo lo Stato praticò il "Sistema dei campi uguali" in cui la maggior parte della terra era statalizzata e concessa a singoli agricoltori per impedire la formazione di grandi latifondi, garantendo maggiore controllo governativo sulla produzione agricola.                                                                                      |
| Dinastia Song (960–1279)                                       | 10% + "numerose sovratasse"           | 3-4%                                                              | Sale, alcuni beni di lusso stranieri, tè e alcol (sotto Wang Anshi), cartamoneta, zolfo.                                     | Leggere e commutabili in esborsi in denaro.       | Periodo di forte crescita economica! Durante il mandato di Wang Anshi, il governo prestò denaro a tassi esorbitanti e istituì controlli sui prezzi di molte materie prime, tutto abrogato alla sua morte. I Song Meridionali soffrirono di un'elevata inflazione a causa della stampa di denaro da parte del governo per coprire i deficit.                           |
| Dinastia Yuan (1279–1368)                                      | Molto alta                            | Molto alta                                                        | Sale, tè, cartamoneta, ferro, alcool, porcellana, bronzo, oro e argento, tessuti e "praticamente qualsiasi grande industria" | Pesanti                                           | Espropriazione di molti proprietari terrieri e commercianti cinesi. Elevata inflazione a causa della stampa di denaro da parte del governo per coprire i deficit. |
| Dinastia Ming (1368–1644)                                      | 3-4%                                  | 2% (estesa evasione)                                              | Sale (estesa evasione; sostanzialmente abolito entro la fine della dinastia)                                                 | Abolite                                           | Elevata crescita economica e politiche di laissez faire dovute alle influenze confuciane. |
| Dinastia Qing (1644–1911)                                      | 3-4%                                  | 2% (epoca iniziale) 2-10% (epoca tarda)                           | Sale e Commercio estero | Abolite                                           | Divieto di nuove miniere se non per creare occupazione, limitazione del numero di commercianti, esproprio diffuso di proprietari terrieri cinesi e re-asservimento di milioni di fittavoli. Creazione della Likin, un'imposta sul trasporto di merci, riscossa localmente. Lo stato Qing conobbe un declino economico e una debolezza fiscale nei secoli XVIII e XIX. |